# Scout Motors Limited

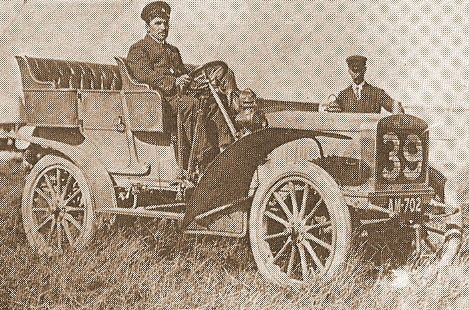
Scout 14 hp (1905)

Scout Motors Limited war ein britischer Automobilhersteller, der von 1904 bis 1920 in Salisbury (Wiltshire) ansässig war.

## Beschreibung
Das Unternehmen stellte Mittelklassewagen mit robusten Vier- und Sechszylindermotoren her, die als zuverlässig bekannt waren. Ein frühes Modell, der 1908 und 1909 gefertigte 12 hp, hatte einen Zweizylindermotor. Die Marke war nur im Westen Großbritanniens verbreitet.
Nach dem Ersten Weltkrieg geriet die Firma in wirtschaftliche Schwierigkeiten und legte nur noch zwei mittelgroße Vierzylindermodelle mit Vorkriegstechnik neu auf. 1920 musste sie den Betrieb für immer einstellen.

## Modelle
| Modell             | Bauzeitraum | Zylinder | Hubraum (cm³) | Radstand (mm) |
| ------------------ | ----------- | -------- | ------------- | ------------- |
| 14/16 hp           | 1904–1907   | 4 Reihe  | 2519          | 2565          |
| 17/20 hp           | 1904–1906   | 4 Reihe  | 2926          | 2565–2921     |
| 12 hp              | 1908–1909   | 2 Reihe  | 1869          | 2540          |
| 15/20 hp           | 1908–1909   | 4 Reihe  | 2926          | 2845          |
| 20 hp              | 1908–1909   | 4 Reihe  | 3738          | 2845          |
| 30 hp              | 1908–1910   | 6 Reihe  | 5638          | 3277          |
| 14/16 hp           | 1909        | 4 Reihe  | 2610          | 2540          |
| 30 hp              | 1909        | 6 Reihe  | 4389          | 3277          |
| 40 hp              | 1909        | 6 Reihe  | 5638          | 3277          |
| 10/12 hp           | 1913–1916   | 4 Reihe  | 1870          | 2743          |
| 12/14 hp           | 1913–1916   | 4 Reihe  | 2614          | 2870          |
| 18/22 hp           | 1913–1916   | 4 Reihe  | 3563          | 2946          |
| 24/28 hp           | 1913–1916   | 4 Reihe  | 4576          | 2946–3302     |
| 10/12 hp           | 1919        | 4 Reihe  | 1870          | 2845          |
| 12/14 hp + 15,9 hp | 1920        | 4 Reihe  | 2614          | 3048          |